# 太史第遗址
太史第遗址，位于中国广东省茂名市高州市西岸街道办广谭村，为茂名市高州市的一个市级文物保护单位，类型为古遗址，公布时间为1994年11月15日。
太史第遗址的历史年代为清代。